# 卡尔滕贝格
卡尔滕贝格是奥地利上奥地利州弗赖施塔特县的一个市镇。总面积17.1平方公里，总人口643人，人口密度37.6人/平方公里（2005年）。